# Roxana Cocoș
Roxana Daniela Cocoş, née le 5 juin 1989 à Bucarest, est une haltérophile roumaine.

## Palmarès

### Haltérophilie aux Jeux olympiques
- Haltérophilie aux Jeux olympiques de 2012 à Londres
  -  Médaille d'argent en moins de 69 kg. Disqualifiée[1].
- Haltérophilie aux Jeux olympiques de 2008 à Pékin
  - 8e en moins de 58 kg.

### Championnats d'Europe d'haltérophilie
- Championnats d'Europe d'haltérophilie 2012 à Antalya
  -  Médaille d'argent en moins de 69 kg.
- Championnats d'Europe d'haltérophilie 2008 à Lignano Sabbiadoro
  -  Médaille de bronze en moins de 58 kg.